# Patton Village (Teksas)
Patton Village je grad u američkoj saveznoj državi Teksas. Prema popisu stanovništva iz 2010. u njemu je živjelo 1.557 stanovnika.